# لامة (جنس)
اللامة أو جمل أمريكة أو التَّلِّيّ (الاسم العلمي: Llama) هي جنس من الحيوانات تتبع الفصيلة الجمليات من رتبة مزدوجات الأصابع. ويحوي نوعين من الحيوانات يقطنان في أمريكة الجنوبية وهما: الغوناق البري واللامة الأهلية.

## التصنيف

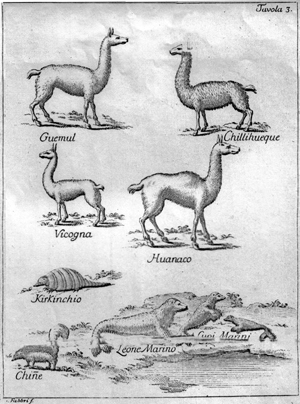
1776 رسم توضيحي لمختلف أنواع اللامة، بما في ذلك التشيليهويك

على الرغم من أن اللامة كثيرا ما تمت مقارنتها مع الأغنام في الكتابات القديمة، لكن تمت مقاريتها بالجمال لاحقا. تم تضمينها في جنس الجمال في كتاب نظام الطبيعة بواسطة كارولوس لينيوس. في عام 1800، نقل جورج كوفييه اللامة والألبكة والغوناق إلى جنس اللامة، والفكونة إلى جنس الفكونة . في وقت لاحق، تم نقل الألبكةإلى الفكونة . هذه الإبلات ،مع نوعي الإبل الحقيقية، وهم الممثلون الوحيدون لقسم مميز من مزدوجات الأصابع وتسمى ساديات الأقدام، بسبب المطبات الغريبة على باطن أقدامها. يتكون هذا القسم من عائلة واحدة هي الجمليات، والأقسام الأخرى من نفس القسم الكبير هي الخنازير، وطرغولية، والحيوانات المجترة أو المجترات الحقيقية، ولكل منها تقارب مع ساديات الأقدام.
اكتشافات الحيوانات المنقرضة في القارة الأمريكية لفترتي الباليوجين والنيوجين ، بواسطة علماء الحفريات في القرن التاسع عشر جوزيف ليدي وكوب ومارش، أظهرت عن التواجد المبكر لهذه العائلة. لم يقتصر تواجد اللامة على أمريكا الجنوبية. بقاياهم وفيرة في رواسب العصر الجليدي في منطقة جبال روكي وفي أمريكا الوسطى، وكانت بعض هذه الأشكال المنقرضة أكبر بكثير من أي من الكائنات الحية الموجودة الآن.

### الأنواع المتوفرة
| الصورة | الإسم العلمي   | الإسم الشائع | التوزع الجغرافي                                                     |
| ------ | -------------- | ------------ | ------------------------------------------------------------------- |
|        | Llama glama    | لامة أهلية   | كولومبيا والإكوادور وبيرو وبوليفيا وتشيلي وباراغواي وشمال الأرجنتين |
|        | Llama guanicoe | غوناق        | بيرو، بوليفيا وتشيلي وفي باتاغونيا، مع أعداد صغيرة في الباراغواي.   |

## الأنواع
- اللامة الأهلية
- الغوناق
- حتى العام 2001 كانت الألبكة تعتبر نوعاً من اللامة ثم إلحقت بجنس الفكونة